# Dům Matky Terezy (Hradec Králové)
Dům Matky Terezy je charitativní zařízení poskytující sociální služby v Hradci Králové ve čtvrti Pouchov. Je střediskem Oblastní charity Hradec Králové. Služby zařízení zahrnují provozování azylového domu, denního centra a noclehárny, sociální rehabilitaci a poradenství.

## Historie
Oblastní charita Hradec Králové byla založena 1. června 1992. Ve stejném roce byl otevřen i azylový dům, na jehož existenci se dohodly na jednáních nově založená Oblastní charita, Charita ČR, město a okres Hradec Králové. Obýval dvě budovy bývalé ubytovny ZVÚ Hradec Králové a významnou roli hrál mj. pro propuštěné při amnestii vyhlášené prezidentem Václavem Havlem. Místo jedné z nich byl později vystavěn nový moderní objekt, Dům Matky Terezy, otevřený v roce 2003. Nové prostory umožnily rozšíření poskytovaných služeb například o noclehárnu.
Od června 2009 vyvíjí Dům Matky a další střediska Oblastní charity Hradec Králové svou činnost i za prostředky z projektu Služby sociální prevence v Královéhradeckém kraji financovaného z rozpočtu kraje a Evropských sociálních fondů. Projekt byl vypsán do června 2012. V lednu 2012 rozšířilo kapacitu 40 lůžek v noclehárně v Domu Matky Terezy dalších 20 lůžek v nové zimní noclehárně v prostorách královéhradeckého letiště.

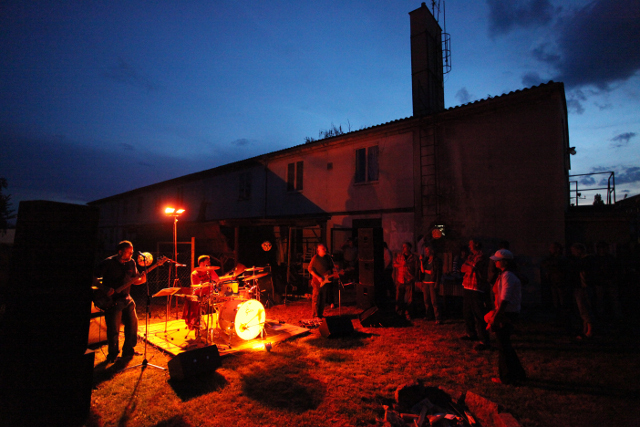
Vystoupení skupiny Spektrum v Domě Matky Terezy v květnu 2011

### Obyvatelé čtvrti Pouchov
Ve stejné době ale provoz noclehárny kritizovali kvůli údajnému vlivu na bezpečnost ve čtvrti někteří obyvatelé čtvrti Pouchov na veřejné schůzi se zástupci města a to zejména proto, že azylový dům navštěvují i lidé, již se lečí z alkoholismu, drogové zavislosti nebo se vracejí z výkonu trestu. Služeb azylového domu i jeho klientů se tam naopak zastala náměstkyně primátora pro školství, sociální věci a zdravotnictví Aneta Maclová. Ta byla před nástupem do funkce v samosprávě ředitelkou zřizovatele Domu Matky Terezy, tedy Oblastní charity Hradec Králové. Městská policie při následném jednání s pracovníky domu přislíbila součinnost při řešení problémů, pokud o to pracovníci požádají. Ke zlepšení informovanosti o činnosti Domu Matky Terezy a vzájemného pochopení sloužily den otevřených dveří ke 20. výročí založení i různé další kulturní, společenské či sportovní akce v zařízeních Domu Matky Terezy či Oblastní charity Hradec Králové.

## Provoz
Dům Matky Terezy provozuje Oblastní charita Hradec Králové, spadající do stromu charitativních organizací Caritas Internationalis. Provoz je financován z dotací, investičních programů, plateb zdravotních pojišťoven, plateb od klientů za služby a darů.
U Domu Matky Terezy uvádí Oblastní charita Hradec Králové mezi osobami podporujícími jeho činnost zejména Ministerstvo práce a sociálních věcí, Královéhradecký kraj (s projektem spolufinancovaným Evropskými sociálními fondy, statutární město Hradec Králové, Multikulturverein Völkerverständigung Blomberg, společnosti Leder-Pellicce, Henkel ČR a další menší a drobné dárce.
Personálně zajišťují provoz Domu zaměstnanci Oblastní charity, dobrovolníci, které Oblastní charita organizuje ve svém Kruhu dobrovolníků, a zčásti také sami uživatelé služeb Domu Matky Terezy v rámci pracovní terapie.

## Služby
Dům Matky Terezy poskytuje ubytovací služby v azylovém domě či možnost zajištění jednorázového či opakovaného noclehu v noclehárně. Denní centrum nabízí jak možnost zajištění základních hygienických či životních potřeb, tak možnost zapojit se do aktivit sociální rehabilitace, která stejně jako poskytované poradenství napomáhají případnému návratu do běžné společnosti. Část služeb je zpoplatněna, část zdarma.
Pracovníci se též v pracovní dny věnují terénnímu programu, zabezpečujícímu v Hradci Králové a blízkém okolí základní pomoc a informovanost o službách Oblastní charity Hradec Králové.

### Ubytování, stravování, pomoc v nouzi
Azylový dům v Domě Matky Terezy je určen mužům nad 18 let. Poskytuje ubytování, možnost hygieny, podmínky pro přípravy stravování, poradenské a další služby. Pravidelně ho využívá na sedm desítek mužů, v zimě je počet ještě vyšší. Bydlení v azylovém domě je zpoplatněno. Cílem služeb poskytovaných v azylovém domě je motivovat uživatele k návratu do samostatného společenského života v přirozeném prostředí. Azylový dům má kapacitu 32 lůžek. Průměrná délka pobytu v azylovém domě byla v roce 2011 7,5 měsíce.

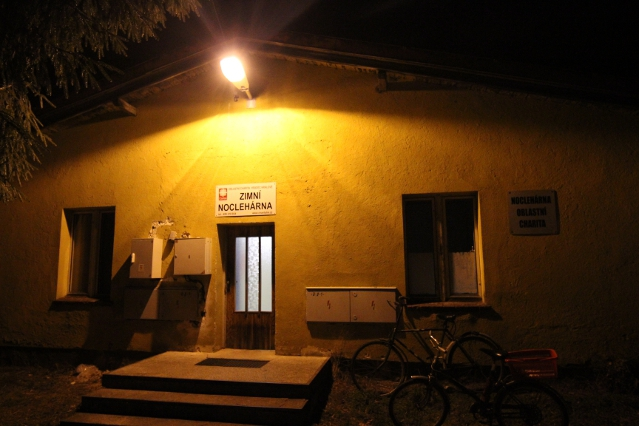
Zimní noclehárna

Pro osoby v krizové situaci, a to pro muže i ženy, je k dispozici noclehárna o kapacitě 10 lůžek pro ženy a 30 lůžek pro muže v Domě Matky Terezy a dalších 20 lůžek v zimní noclehárně v areálu nedalekého letiště. Nocleh je zpoplatněn základní sazbou zahrnující i využití hygienického zařízení. Uživatelé mohou využít až o tři dny odložené platby za službu. Není určen pro nezletilé. V základní sazbě není zajištění stravy. Ráno, v závěru provozní doby noclehárny se otevírá poradna.
Kapacita zařízení zejména v zimním období nedostačovala zájmu a potřebám lidí bez přístřeší, proto v období největší nepřízně počasí umožňoval Dům Matky Terezy i nouzový nocleh v denním centru, až na začátku roku 2012 tento problém pomohlo vyřešit otevření zimní noclehárny.
V nízkoprahovém denním centru je možné zejména využít hygienického zařízení, podmínek pro přípravu stravy či za poplatek vyprat. Je otevřeno pro osoby starší 18 let ohrožené rizikovým způsobem života nebo jím ohrožené, tj. například pro drogově závislé. V nouzi denní centrum poskytuje potravinovou pomoc a ošacení. V denním centru je též možné získat rady a pomoc při uplatňování práv. Probíhá tam také zapojení do programů sociální rehabilitace.
Přestože je udávaná kapacita denního centra 30 osob denně, v roce 2011 v něm zaznamenali celkem 13 049 návštěv, tj. průměrně 36 denně.

### Sociální rehabilitace
Cílem sociální rehabilitace je „podporovat osoby ohrožené sociálním vyloučením bez přístřeší a sociálního zázemí pobývajících v Hradci Králové v dosažení samostatnosti, nezávislosti a soběstačnosti rozvojem jejich schopností a dovedností.“
Základními činnostmi, do kterých se v jejím rámci mohou uživatelé služeb zapojit, jsou práce v kuchyni, kreativní dílně a prodej časopisu Nový Prostor. Zároveň se ale mohou uživatelé zúčastnit i vzdělávacích či volnočasových kulturních, sportovních i společenských aktivit. V oblasti vzdělání je zájem zejména o výuku základů práce na PC. Výrobky z kreativní dílny bývají prodávány na akcích pro veřejnost ve prospěch provozu.
Vedle toho Dům Matky Terezy poskytuje v této oblasti sociálně právní a odborné poradenství i psychoterapeutickou pomoc. V rámci této služby je možné též vykonat uložený alternativní trest.

### Sociální šatník

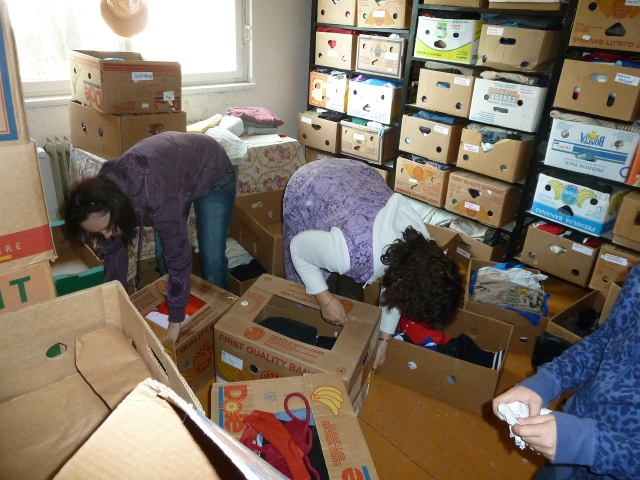
Úklid v sociálním šatníku za pomoci dobrovolníků

Dům Matky Terezy je také organizátorem sbírky ošacení, tzv. sociálního šatníku. Zapojení se do aktivit sociálního šatníku je umožněno i uživatelům dalších služeb Domu v rámci pracovní terapie při sociální rehabilitaci. Provoz sociálního šatníku se ale většinou soustředí v prostorách v Kydlinovské ulici v místní části Plácky. Na sbírku ošacení pro sociální šatník upozorňoval i Hradecký deník. Ošacení je potřebným poskytováno zdarma na základě sociální poukázky, které vydávají zaměstnanci Oblastní charity a spolupracující úřady a neziskové organizace. Z darů se udržují i zásoby v tzv. nouzových šatnících (či „šatnících první pomoci“) v Domě Matky Terezy a Domově pro matky s dětmi, který rovněž provozuje Oblastní charita Hradec Králové.

## Ohlas
Klienti Domu Matky Terezy potvrzovali spokojenost s poskytovanými službami v anketách různých médií. Zpravodajka Českého rozhlasu konstatovala: „Dům Matky Terezy není jen jedinečný, ale též klienty chválený.“